# DOBERMAN

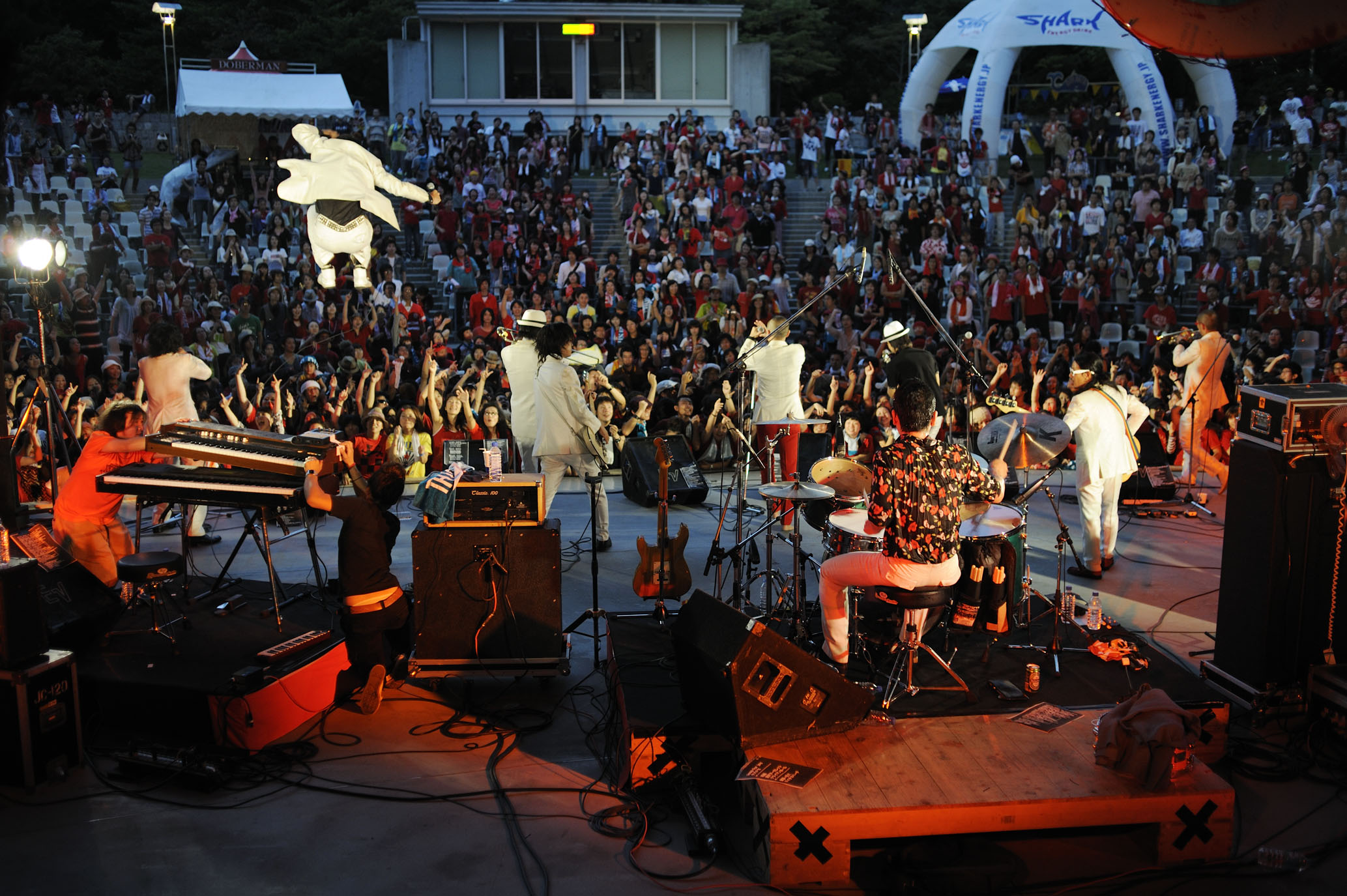
DOBERMAN

DOBERMAN（ドーベルマン）は、日本のスカロックバンド。ハイウェーブ所属。

## メンバー
- 吉田田タカシ（ボーカル）
- ヨシフミ（ベース）
- ユウスケ（ギター）
- タクロウ（ハーモニカ・ギター）
- ポンセ★コヤマ（ドラム）
- ハラ ケンジ（ピアノ・キーボード・ピアニカ・アコーディオン）
- GOE（トランペット）
- シーサー(トランペット) 2018年12月加入 / 元浅草ジンタ
- SWE （トロンボーン）

### 元メンバー
- GAKI（テナーサックス）2010年11月1日脱退

## 概要
2TONE/NEOSKAに強く影響を受け、新たなSKAシーンを築くべく活動 を展開。
SKAベースに独自の感性と幅広い音楽性で他とは一線を画す。ルーツミュージックを尊重しながらも既成の概念を打ち壊す姿勢と
圧倒的なライブパフォーマンスは現在進行形のSKA MUSICを感じさせる。
これまでに「FUJI ROCK」「SUNSET LIVE」「ARABAKI ROCK」など全国各地のフェスに出演する他、
二度のヨーロッパツアーや韓国の野外フェスなど日本にとどまらず活動中。2018年12月新メンバーSeasir(ex,浅草ジンタ)を迎え、その勢いはとどまることを知らない。
音楽性に関しては、スカ（SKA）を基盤とした独自の音楽性を確立している。ライブバンドとして各方面からの評価が高い。
SKAをベースに独特の感性と音楽性で他とは一線を画すDOBERMANが結成20年を迎え今までの楽曲を再アレンジした
2020年2月12日に新装アルバム「グランドリニューアル」をリリース

## 来歴
- 1998年に結成。2TONE・NEO SKAに影響を強く受けた9人が、新たなSKAシーンを築くべく活動を展開。1999年よりライブ活動をスタートさせる。

当時のスカコア・スカパンクブームに一石を投じ、日本のNEO SKAシーンの幕開けを予感。
後に彼らに影響を受けたNEO SKAスタイルのバンドが数多く現れる。DOBERMANならではのNEO SKAサウンドに和の情緒や世界観を見事に融合。
この和テイストがヨーロッパのアーティストに受け、後の海外ツアーの切っ掛けとなる。
- 1stミニアルバム『SKA BEFORE SUNRISE』をリリース
- 2001年4月には日本最大級のSKAイベントである『SKA STOCK WEST』に参加し、東京スカパラダイスオーケストラやEGO-WRAPPIN'、こだま和文らと共演。
- 2002年3月、関西で最大のSKAイベント『KING OF SKA』に参加し、東京スカパラダイスオーケストラ、奥田民生と共演。
- 初の全国ツアーを成功させる。
- 2002年10月にはイギリスからスペシャルズを招き、競演。
- 2003年2月、1stアルバム『ザラザラテクスチャー』リリース。
- 初の海外ツアーとなるイタリアツアーへと、その活動を世界に広げている。イタリアでは巨大フェス（ローマでは1万人、ミラノでは5千人を超える人が集まった）に参加し、

その存在を強烈に印象づけた。（日本からは他にMONGOL800、BRAHMAN、RUDEBONESが参加）。
- この頃、レコード会社をP-VINEからサブスタンスに移籍。2003年に続き、2004年にも1ヶ月間続くスペイン・イタリアツアーへ。
- 2004年5月、2ndアルバム『消えた狂犬とそれにまつわるウワサ』リリース。
- 2005年9月、3rdアルバム『キュー★デター』リリース。DVD付でヨーロッパツアーのドキュメント映像あり
- 2005年 初の韓国ライブを実施。
- 2006年9月15日、2ndミニアルバム『Zah-Zah-Zah!』
- 2006年 韓国釜山ロックフィステバルに参加。日本からはDOBERMANと東京スカパラダイスオーケストラが参加。
- 2006年6月11日、RUSH BALL★8に参加。
- 2006年6月30日、「DOBERMAN Presents ASIAN ROCK BUS 2008」開催。
- 2008年6月 韓国釜山ロックフィステバルで意気投合した、韓国のバンド CRYING NUT（クライングナット）とお互いの国で何か楽しいイベントを開催しようとなり、

ASIAN ROCK BUSツアーを日本と韓国で実施。
日本ツアーではMONGOL800も参加し、3バンドとも大型観光バスを貸切り、メンバー・スタッフ全員で東名阪ツアーを一緒に移動した。
3日間のツアー移動中の際のビール消費量は400本以上。ASIAN ROCK BUSツアー以降、"CRYING NUT"の楽曲、"マシジャ"(呑もう）をDOBERMANがカバー。
現在までのライブセットリストに頻繁に演奏されている。
- 2008年7月、過去の音源を再録した4thベストアルバム『Especial DOBERMAN』を発売。

過去にオムニバスとして提供していた楽曲なども収録。
- 2008年7月25日、FUJI ROCK FESTIVAL '08に参加。
- 2008年7月、バンド結成からの目標であるフジロックフェスティバル2008に初参加。メンバー曰く、緊張しすぎて、あっ！という間だったとの事。

アーティスト専用食事スペースにメンバーが行った際に、あるメンバーの母親が世界の有名アーティストに交じり、楽しく食事をしていたのを見て、大爆笑。
フジロック以外にも全国の野外フェスには毎年出演中。
年末にはMONGOL800のツアー大阪会場で1曲、アコースティックギターでユウスケが参加。緊張しすぎて吐き気がとまらなかったと会場にて発言。
- 2009年はオムニバスなど参加しつつ、ライブの本数を減らし、次回作のアルバムに向けて楽曲製作を行う。
- 2009年10月 MONGOL800主催の沖縄野外フェス、MONGOL800 ga FESTIVAL What a Wonderful World!! 09に出演。

小田和正、ドラゴンアッシュ、サンボマスター、JUJU、ジッタリンジン、古謝美佐子、RIP SLYME、マキシマム・ザ・ホルモン、琉球ディスコ、山嵐、など14アーティストと競演。
- 2010年2月6日、WBB! presents Westy Bong-Bong!SPECIAL☆ vol.2に参加。
- 2010年7月7日に4年ぶりに5thアルバム「未来のスポーツ」を発売予定。それに伴うツアー「DOBERMAN Presents ASIAN ROCK BUS 2010～"未来のスポーツ"レコ発ツアー～」も実施。

所属レーベルもP-VINEからMONGOL800などが所属するハイ・ウェーブへと移籍する。
この頃から現在に至るまで関西の音楽プロモーター清水音泉の所属となる。
- 2010年10月12日、COOL WISE MAN with EDDIE"TANTAN"THORNTONに参加。
- 2010年11月1日、サックス担当GAKI脱退。
- 2010年12月25日、「DOBERMAN presents "DOG FIGHT"」開催。
- 2011年7月24日、DOBERMAN presents 　MOONSTRUCK JAMBOREE 2011 開催。

　出演　DOBEMAN　MONGOL800　Scoobie Do　カジヒデキ　赤犬　YOUR SONG IS GOOD
- 2012年4月28日、ARABAKI ROCK FEST.12に参加。
- 2012年5月12日、MEETS THE REGGAE 2012に参加。
- 2012年8月18日、夏の妖怪ソニックに参加。
- 2013年2月27日に3年ぶりに6thアルバム「これが例のアレ」を発売。サックス脱退後の現在のメンバーでの初の録音アルバム。
- 2013年3月9日、『犬 NINGEN BOYS』 supported by EYESCREAM DOBERMAN『これが例のアレ』&BO NINGEN『Line The Wall』Release Party!!に参加。
- 2013年4月7日、CAPITAL RADIO '13に参加。
- 2013年4月28日、湧出!FPP音泉に参加。
- 2013年7月20日、DOBERMAN presents 　MOONSTRUCK JAMBOREE 2013開催

　出演　DOBEMAN　MONGOL800　フラワーカンパニーズ　カジヒデキ　赤犬　
　　　  オールディックフォギー　ブルービートプレイヤーズ　TOMOVSKY
- 2013年7月27日、5年ぶりにFUJI ROCK FESTIVAL '13に出演決定
- 2013年9月6日、Sunset Live 2013に参加。
- 2013年10月25日、SUZUDAMA'13に参加。
- 2013年11月9日、Advent Calenderに参加。
- 2014年2月8日、MONSTER'S CABARET スペシャル!!!に参加。
- 2014年4月20日、CAPITAL RADIO '14 うづき編に参加。
- 2014年5月2日、湧出!FPP音泉に参加。
- 2014年9月6日、OTODAMA'14 ～音泉魂～に参加。
- 2014年10月25日、飲んで歌って踊って25周年。『ミーツ祭!』に参加。
- 2014年11月8日、DOBERMAN presents "DOG FIGHT" 福岡　開催。ゲストに浅草ジンタ,SKA☆ROCKETS
- 2015年3月21日、SANUKI ROCK COLOSSEUM 2015に参加。
- 2015年4月4日、OSAKA SKANKIN' NIGHT SPECIAL !! ～春の城野音でお祭りでっせぇ!～に参加。
- 2015年5月10日、いつまでも世界は…第四回に参加。
- 2015年7月18日、DOBERMAN presents 　MOONSTRUCK JAMBOREE 2015開催。SOLD OUT

　出演　DOBEMAN　MONGOL800　Scoobie Do　カジヒデキ　赤犬　KEMURI　浅草ジンタ
- 2017年7月22日、DOBERMAN presents 　MOONSTRUCK JAMBOREE 2017開催。

　出演　DOBEMAN　夏木マリ　Scoobie Do　UKULELE GYPSY from MONGOL800 キヨサク　赤犬　KEMURI　浅草ジンタ
- 2018年12月9日、DOBERMAN 単独公演2018 　この年の瀬の忙しい時に緊急生発表ってよ!!  にて
- 元浅草ジンタ シーサー(トランペット)加入。この日のLIVEはYoutube LIVEにて配信。下記のサイトから再生可能。
- https://www.youtube.com/watch?v=Li0oOXDe96k
- 2019年7月20日、DOBERMAN presents 　MOONSTRUCK JAMBOREE 2019開催。

　  出演　DOBEMAN　ベッド・イン　Scoobie Do　オールディックフォギー UKULELE GYPSY from MONGOL800 キヨサク　赤犬
- SKAをベースに独特の感性と音楽性で他とは一線を画すDOBERMANが結成20年を迎え

　  今までの楽曲を再アレンジした2020年2月12日に7年ぶりに7thアルバム「グランドリニューアル」を発売。
トランペット シーサー加入後の現在のメンバーでの初の録音アルバム。
- 7thアルバム「グランドリニューアル」　ストリーミング配信情報は下記のサイトから

　 http://control-doberman.com/?cat=3#20_03_03

### アルバム
|     | 発売日        | タイトル                         | 規格品番   | 収録曲 | 備考                                            |
| --- | ------------- | -------------------------------- | ---------- | --- | ----------------------------------------------- |
| 1st | 2003年2月25日 | ザラザラテクスチャー             | PCD-5694   | 1. Leap For Joy 2. フライングモンスター 3. Game 4. うたかたの唄 5. Lilly 6. Moonstruck Drunker 7. ユキオ 8. ケバナセ 9. Beerジョッキを手に | P-VINE RECORDS                                  |
| 2nd | 2004年5月26日 | 消えた狂犬とそれにまつわるウワサ | BSCL-30025 | 1. 消えた狂犬 2. 車掌は寝転んだまま 3. ピンクのラクダとジョーカー 4. Skaddiction 5. 曇天ノ花 6. Ｊ(スペード)のFlash 7. クライマンホール 8. 大人になりたくないよ 9. 月夜のガラクタ 10. 夕暮れ on the beach 11. マイチルマーチ                                                             | SUBSTANCE RECORDS                               |
| 3rd | 2005年9月16日 | キュー★デター                    | PCD-5863   | 1. ロッキングチェアー 2. 脳天マーガレット 3. 女神の銃 4. マンネーラ 5. 朱い太陽 6. Pandion 7. Rotten boy is right! 8. ジャックライフ 9. キンモクセイ 10. Bella Ciao 11. 足音だけが世界に響く                                                                                             | P-VINE RECORDS ヨーロッパツアードキュメント付き |
| 4th | 2008年7月4日  | Especial DOBERMAN                | PCD-25080  | 1. leap for joy 2. ケバナセ 3. 朱い太陽 4. 和曲 5. フライングモンスター 6. クライマンホール 7. マンネーラ 8. うたかたの唄 9. DOG FIGHT 10. マイチルマーチ 11. Bella Ciao 12. RAIN-RAIN 13. 左利きのワルツ 14. Moonstruck drunker 15. DOBERMAN SKA 16. 夕暮れ on the beach 17. Bella Ciao | P-VINE RECORDS                                  |
| 5th | 2010年7月7日  | 未来のスポーツ                   | CTRL-0005  | 1. ImaginationTrip 2. パブロ・ピカソ 3. ゴッドブレス 4. バルバルトの丘 5. Leoncavallo S.P.A. 6. 沈黙ロック 7. コーヒーブラック 8. マリー 9. マシジャ 10. ピコピコ 11. 処方箋 12. ポアンカレ回帰                                                                                          | Control Records                                 |
| 6th | 2013年2月27日 | これが例のアレ                   | CTRL-0006  | 1. フロンティア 2. それぞれのパレード 3. Fly 4. まるで青春みたいだった 5. ロマンチックにいかないオレたち 6. ポテトサラダ 7. 空前絶後のSHOW 8. テレポ 9. メメントモリ 10. スモーキーマウンテン 11. ユーレイ!                                                                              | Control Records                                 |
| 7th | 2020年2月12日 | グランドリニューアル             | CTRL-0010  | 1. ホットレモネード 2. 諸行無常に弧を描いて 3. 朱い太陽 4. マシジャ 5. beautiful 6. imagination trip 7. パブロピカソ 8. ゴッドブレス 9. マンネーラ 10. マリー 11. まるで青春みたいだった 12. それぞれのパレード 13. ロマンチックにいかないオレたち 14. ありきたりの言葉 15. leap for joy | Control Records                                 |

### ミニアルバム
|     | 発売日        | タイトル           | 規格品番 | 収録曲 | 備考                               |
| --- | ------------- | ------------------ | -------- | --- | ---------------------------------- |
| 1st | 2000年4月10日 | SKA BEFORE SUNRISE | PCD-4203 | 1. SKA before sunrise 2. Dog fight 3. Bellboy 4. Stripper 5. Doberman SKA                                        | MEET SHOPPING RECORDS オリコン圏外 |
| 2nd | 2006年9月15日 | Zah-Zah-Zah!       | PCD-4211 | 1. RUDENESS 2. RAIN RAIN 3. アルファベット 4. ボロンのギギー 5. 子供らは前を見て歯をみがく 6. Go for the Skadium | P-VINE RECORDS オリコン圏外        |

### シングル
|     | 発売日         | タイトル            | 規格品番   | 収録曲                                                | 備考              |
| --- | -------------- | ------------------- | ---------- | ----------------------------------------------------- | ----------------- |
| 1st |                | DOBERMAN SKA        |            |                                                       |                   |
| 2nd | 2000年12月25日 | 月                  | PCD-4602   | 1. 月 2. 和曲                                         | P-VINE RECORDS    |
| 3rd | 2002年6月10日  | leap for joy        | PCD-4603   | 1. Leap For Jpy 2. ケバナセ                           | P-VINE RECORDS    |
| 4th | 2002年7月10日  | MOON STRUCK DRUNKER | PCD-4604   | 1. MOON STRUCK DRUNKER 2. LILLY 3. MOLTALLEGRO        | P-VINE RECORDS    |
| 5th | 2002年8月10日  | GAME                | PCD-4605   | 1. GAME 2. テングノミ                                 | P-VINE RECORDS    |
| 6th | 2004年2月11日  | 車掌は寝転んだまま  | BSCL-35013 | 1. 車掌は寝転んだまま 2. 月夜のガラクタ 3. IL BACCALA | SUBSTANCE RECORDS |
| 7th | 2005年09月30日 | 朱い太陽            | CTRL-0002  | 1. 朱い太陽 2. 女神の銃                               | CONTROL RECORDS   |

### 参加作品
| 発売日         | タイトル                                               | 規格品番   | 収録曲                 | 備考                  |
| -------------- | ------------------------------------------------------ | ---------- | ---------------------- | --------------------- |
| 1999年9月25日  | SKA BASH                                               | PCD-3875   | 3. DOBERMAN SKA        | MEET SHOPPING RECORDS |
| 1999年12月     | STEP AND BEAT                                          | CLXR-001   | 2. DOG FIGHT           | CLAXION RECORDS       |
| 2000年12月13日 | MO'DOWN BEAT                                           | LOCD-039   | 7.左利きのワルツ       | ラヴィン・サークル    |
| 2001年2月16日  | SKAMIKAZE ～ Ska in the land of the rising sun         | CR46       | 11. 和曲               | NO CO                 |
| 2003年08月20日 | ASIAN SKA FOUNDATION                                   | AUTR-01    | 7. 雲天ノ花            | AUTHORITY RECORDS     |
| 2006年07月05日 | SCANDAL! No.5 SKA WORLDCUP                             | DDCQ-1001  | 16.Go For The Skadium  | 2 TONE TIME RECORDS   |
| 2009年08月05日 | 2TONE RECORDS TRIBUTE ALBUM BLACK RESPECT TO GANGSTERS | CTCR-14641 | 6.Dawning Of A New Era | cutting edge          |

## ミュージックビデオ
| 監督     | 曲名                                                                                       |
| 福田雄一 | 「RAIN RAIN」「朱い太陽」                                                                  |
| 不明     | 「leap for joy」「うたかたの唄」「フライングモンスター」「ロマンチックにいかないオレたち」 |